# Logistica
La logistica è la disciplina che si occupa di descrivere e studiare il trasporto di merce e prodotti da un luogo all'altro. Il termine deriva dal greco "logikós" (λογικός) che significa "che ha senso logico", a sua volta derivato da "lógos" (λόγος), "parola/discorso" o "ordine".
L'indice aggregato che valuta la logistica di una nazione è il Logistics Performance Index creato dalla Banca Mondiale nel 2007. Nell'ultima edizione del 2023 (7ª edizione), valuta tutto l'apparato logistico di 139 nazioni nel mondo. Al primo posto è presente Singapore, mentre l'Italia è al 19º posto.

## Storia ed evoluzione

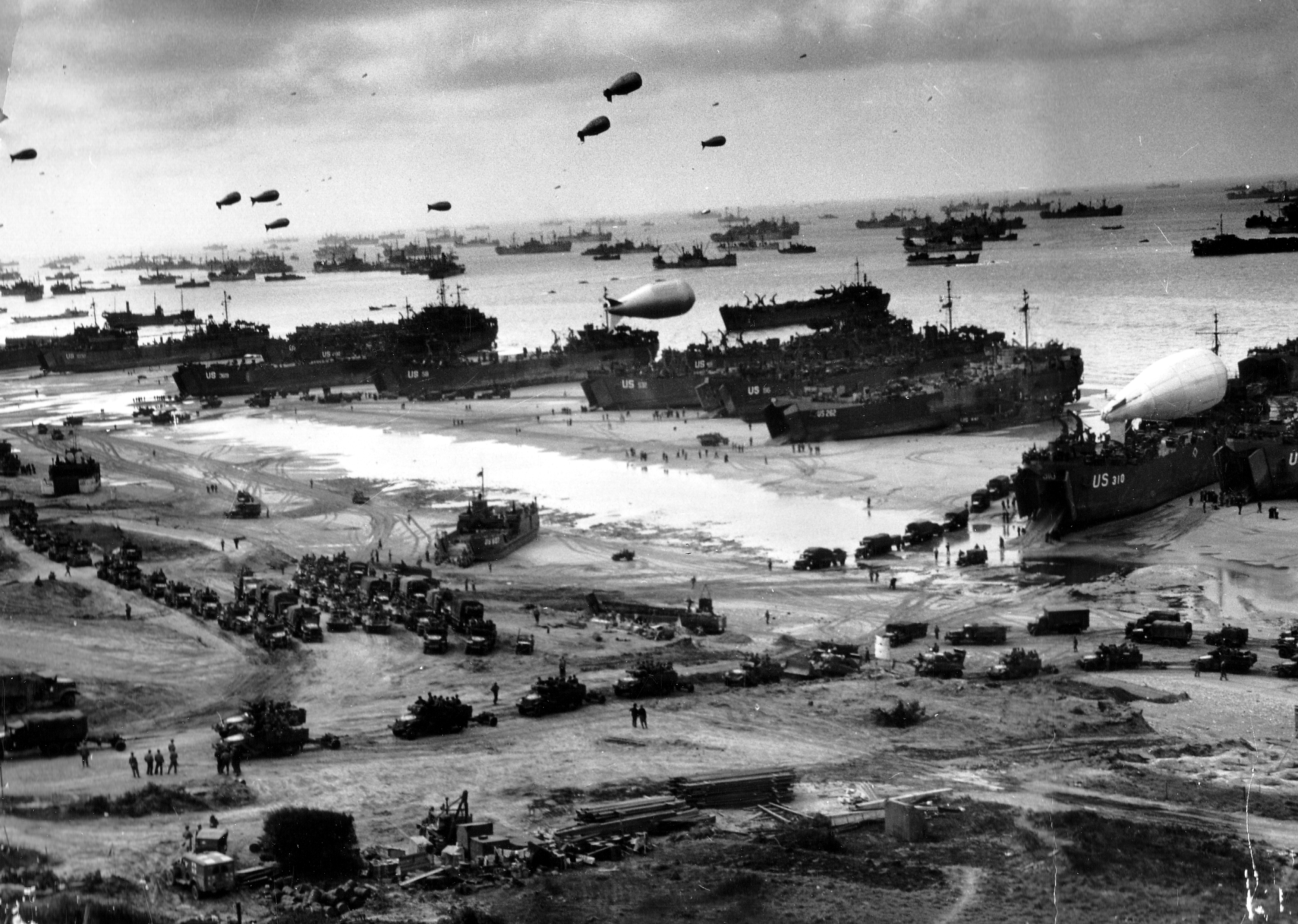
Lo sbarco in Normandia è stato un notevole successo logistico.

### Le origini militari del concetto
Le origini della logistica si trovano già nell'antichità e hanno una connotazione prettamente militare. La logistica infatti veniva considerata una branca dell'arte militare che trattava tutte quelle attività volte a inviare agli eserciti e stipare quanto si rendesse necessario per vivere, muoversi e combattere (e.g. cibo e acqua, armi, medicamenti, mezzi di spostamento, ecc.) nelle migliori condizioni di efficienza.
Quando Alessandro Magno attraversò il mar Egeo per iniziare la conquista dell'Impero Persiano, nulla avrebbe potuto fare senza un apparato logistico adeguato a supporto dell'immenso esercito che lo seguiva.
Ai tempi dei Romani Gaio Giulio Cesare istituì la figura del logista tra gli ufficiali in servizio nelle sue legioni, in qualità di responsabile degli approvvigionamenti.
Questa identificazione della logistica come attività esclusivamente militare (logistica militare) rimase valida fino alla seconda guerra mondiale, quando la scala globale del conflitto portò a sforzi logistici fino ad allora inimmaginabili (basti pensare all'operazione Overlord in Normandia, avvenuta il 6 giugno 1944).

### L'evoluzione dalla metà del XX secolo

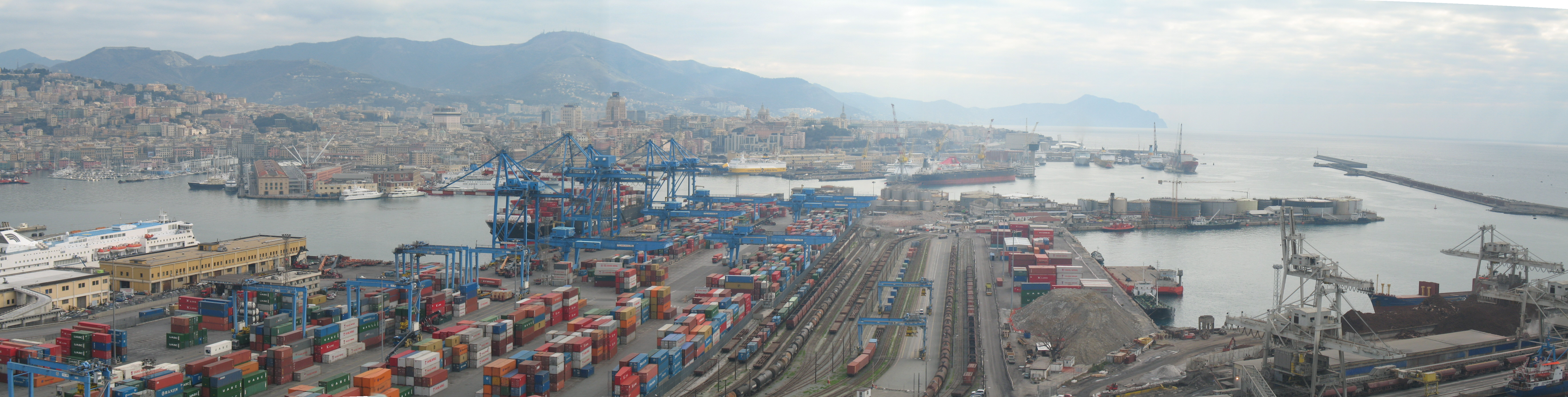
Panoramica del porto di Genova, uno dei più importanti snodi logistici in Italia

Solo nel secondo dopoguerra il concetto militare di logistica cominciò a essere ampliato e venne generalizzato e esteso anche al settore economico e industriale.
Negli anni cinquanta e sessanta, l'accezione di logistica è passata dal mondo militare al mondo della distribuzione delle merci, ma di fatto era limitata alla sola gestione della distribuzione dei prodotti finiti con il focus principale sul trasporto e immagazzinamento, ragion per cui si limitava a essere logistica di distribuzione (o logistica di distributiva).
Le prime timide forme di evoluzione verso la gestione di un insieme strutturato di attività si registrano nel corso degli anni settanta, quando le aziende incominciano a ricercare miglioramenti nell'ambito della distribuzione fisica, dal magazzino di stabilimento al cliente, della merce attraverso opportuni interventi di razionalizzazione volti all'ottimizzazione dei diversi segmenti del ciclo distributivo.
A partire dagli anni ottanta, in seguito all'introduzione nelle aziende in modo sufficientemente pervasivo di nuove logiche e approcci gestionali (e.g. Material Requirements Planning MRP e il Just in time JIT), l'attenzione si sposta repentinamente sulla gestione dei materiali: viene infatti coniata l'espressione "logistica dei materiali" (o gestione dei materiali, in inglese "materials management"), per indicare il governo di tutte le attività volte ad assicurare la corretta acquisizione, movimentazione e gestione dei materiali al fine di garantire il costante e tempestivo rifornimento alla produzione ed agli altri enti utilizzatori.
La fase successiva del percorso evolutivo segna in realtà un radicale cambiamento perché comporta la trasformazione della logistica da insieme di attività operative a sistema inter-funzionale che si pone come mezzo per il raggiungimento di più elevati livelli prestazionali. Emerse infatti il concetto di "logistica integrata", sintetizzato in modo preciso nella definizione proposta dal Council of Logistics Management nel 1986: la logistica integrata rappresenta il processo per mezzo del quale pianificare, attuare e controllare il flusso delle materie prime, dei semilavorati e dei prodotti finiti, e dei relativi flussi di informazioni, dal luogo di origine al luogo di consumo, in modo da renderlo il più possibile efficiente e conforme alle esigenze dei clienti.

### Le innovazioni degli anni 2000
L'ultimo stadio del processo evolutivo, che conduce alla nascita del concetto di gestione della catena di distribuzione, è caratterizzato dalla presa di coscienza da parte delle aziende che il miglioramento nella gestione dei flussi all'interno della catena logistica non può prescindere dal coinvolgimento degli attori esterni: la logistica assume un ruolo sempre più centrale ed il suo obiettivo diventa sostanzialmente quello di governare tutte le fasi del processo produttivo, anche esterne all'azienda, secondo una visione sistemica. Prima di questo periodo, la logistica aveva un focus solo sui processi logistici interni all'azienda e che riguardavano la sola produzione in azienda dei beni e servizi e non i processi esterni come il rifornimento di materie prime, la spedizione e ritiro di prodotti o la gestione degli scarti della produzione.
In quest'ottica, il concetto di gestione della catena di distribuzione non è più inteso come logistica integrata, ma come un approccio interamente nuovo di management in cui la singola azienda diventa un punto di una rete di entità organizzative che integrano i propri processi di business per fornire prodotti, servizi e informazioni che permettono la produzione e tutte le altre attività di business e, contemporaneamente, creano valore per il consumatore. La logistica, nella misura in cui individua le disfunzioni nella catena di approvvigionamento, produzione e distribuzione, permette sia di risolvere problematiche cruciali per le aziende, sia di abbattere i costi logistici che gravano sui ricavi/fatturato dell'azienda risolvendo tali problematiche o praticando l'esternalizzazione di alcune attività logistiche (e.g. affidare la spedizione internazionale delle merci a una società di spedizioni tramite il contratto di spedizione), fermo restando che l'esternalizzazione riguarda tanti altri servizi e non solo quelli logistici. Con l'esternalizzazione, non solo si abbattono i costi godendo di servizi offerti da compagnie specializzate con livelli di prezzo differenti e alta qualità, ma l'azienda può concentrarsi sulla sua attività principale, cioè il suo core business.
La logistica contemporanea ha anche dei contatti con la responsabilità sociale d'impresa (corporate social responsibility, CSR) a causa della maggiore attenzione all'impatto sulla comunità e sull'ecosistema della catena di distribuzione. Si pensi, per esempio, all'errore di gestire gli scarti non biodegradabili della produzione in pieno oceano. La logistica ha anche dei collegamenti con la trade finance e l'Investing in Upside (una filosofia di investimento e gestione dei fondi di private equity) siccome le banche e i fondi possono finanziare delle migliorie nella catena di distribuzione delle aziende, per esempio nell'aumento della Supply Chain Visibility (SCV). Simili investimenti, se aumentano i profitti dell'azienda e la sua reputazione, ne aumentano il suo valore (l'aumento è ricavabile per esempio osservando come cambia il prezzo delle azioni emesse).
La grande vastità e complessità delle discipline legate alla logistica ha fatto nascere delle figure professionali ad hoc e dei corsi universitari specifici nel campo di economia e ingegneria che introducono la logistica e le conoscenze base per gestirla al meglio o affrontare la ricerca scientifica sul tema: si pensi al supply chain manager (SCM), all'ingegnere logistico, al direttore logistico e alla material manager.
La logistica contemporanea è affiancata da sistemi informatici e digitali che permettono una maggiore gestione di tutta la catena logistica. Se non sono usati, i software logistici sono un potenziale investimento per una compagnia che desidera crescere. La logistica affiancata dalle tecnologie intelligenti, dall'Internet delle cose (IdC), da internet 4.0 e da simili tecnologie dell'informazione e comunicazione (ICT), si può chiamare "logistica intelligente" e "catena di distribuzione 4.0", concetto citato dall'Agenda EU nel 2018.

## Descrizione e attività
I trasporti sono pianificati per avvenire entro i tempi previsti, nel modo più efficiente possibile e al minor costo possibile; comprende inoltre la gestione dei processi di scambio dei dati e informazioni relative al trasporto, in quanto necessarie per portarlo a termine: si pensi all'invio di una notifica di merce pronta in modo tale che il mezzo di trasporto venga a ritirarla nel luogo indicato per caricarla e spedirla. Secondariamente, comprende anche la gestione del deposito della merce nei magazzini e alcuni elementi di commercio internazionale (esportazione e importazione) e tecnica doganale, in quanto è necessario produrre determinati documenti ed effettuare determinati pagamenti per sdoganare la merce, ammesso che siano presenti (ad esempio nell'Unione europea non sono previsti dazi e tariffe doganali da pagare poiché all'interno dei propri confini politici esiste un'unione doganale). Infine, comprende anche l'individuazione di problematiche nel flusso logistico tali per cui aumentano costi logistici in termini di tempo e denaro (per esempio dei colli di bottiglia nel flusso logistico): pertanto, contiene anche elementi di ottimizzazione e di risoluzione dei problemi.
La principale figura professionale in campo logistico è il responsabile della logistica, a cui si affiancano il direttore logistico, lo specialista logistico, il supply chain manager (SCM) nonché il reparto che si occupa degli aspetti amministrativi legati alla logistica (gestione ordini, pianificazione prese e consegne, questioni contabili e burocratiche, ecc.).
Secondo la definizione data dall'Associazione Italiana di Logistica (AILOG), essa è "l'insieme delle attività organizzative, gestionali e strategiche che governano nell'azienda i flussi di materiali e delle relative informazioni dalle origini presso i fornitori fino alla consegna dei prodotti finiti ai clienti e al servizio post-vendita".
Secondo la definizione data dalla Society Of Logistic Engineers, (SOLE) la logistica è "arte e scienza dell'organizzazione, della progettazione e dell'attività tecnica riguardante i requisiti, la definizione, la fornitura e le risorse necessarie a supportare obiettivi, piani ed operazioni".

## Classificazione
Secondo una prima classificazione bipartita (non più tenuta in considerazione dalla logistica integrata ma utile perlomeno per studiare logistica), la logistica si può dividere in due macro-ambiti:
- logistica esterna (o logistica degli approvvigionamenti), che riguarda tutti i processi esterni all'azienda (rifornimento di materie prime, componenti, semilavorati e servizi offerti da altre aziende anche in ottica di outsourcing, e.g. realizzare macchinari che producono succo d'arancia ma farli cromare e spalmare di sostanze anti-ruggine da un'altra azienda);
- la logistica interna, che riguarda tutti i processi logistici interni all'azienda, tipicamente durante il processo di produzione di beni e servizi e a partire dal picking in magazzino.

La seconda è invece tripartita e basata su tre scansioni temporali cronologiche prendendo come punto di riferimento il processo produttivo:
- La logistica di approvvigionamento (esterna all'azienda), riferita all'approvvigionamento delle materie prime, componenti e semilavorati prima che inizi il processo produttivo ("a valle" del processo produttivo) e all'ottimizzazione di queste operazioni.
- La logistica della filiera produttiva, riferita alla gestione e stoccaggio del materiale, prelievo/picking, imballaggio dei prodotti e immagazzinamento e all'ottimizzazione di queste operazioni.
- La logistica di distribuzione, riferita alla distribuzione della merce (a prescindere che sia sfusa o imballata e/o containerizzata) ai clienti finali secondo il modello B2B (business-to-business) o B2C (business-to-consumer) dopo la fine del processo produttivo ("a monte" del processo produttivo). Nel modello B2B, il cliente finale può essere una società in generale o un mercato. In entrambi i modelli, il livello di logistica diventa internazionale se la merce supera i confini domestici e dunque sfocia nell'export e nell'import. La distribuzione si affianca anche alla restituzione della merce se è errata, danneggiata o in garanzia. Questi servizi, in marketing, formano il "prodotto esteso", a cui cioè si affiancano servizi di ricambio, riparazione e di fornitura di informazioni.

Secondo invece la Society of Logistics Engineers (SOLE) la logistica ha sei aree:
- la logistica industriale (business logistics), che in un'azienda industriale ha come obiettivo la gestione fisica, informativa ed organizzativa del flusso dei prodotti dalle fonti di approvvigionamento ai clienti finali;
- la logistica dei grandi volumi (bulk logistics), che riguarda la gestione e la movimentazione di grandi quantità di materiali sfusi, generalmente materie prime (e.g. petrolio raffinato, carbone, cereali, farina, olio, cotone, tabacco, caffè, cacao, minerali, terre rare e simili commodity);
- la logistica di progetto (project logistics), che riguarda la gestione ed il coordinamento delle operazioni di progettazione e realizzazione dei sistemi complessi (quali grandi opere e infrastrutture, centrali elettriche, ecc.)
- la logistica di supporto (RAM logistics), che riguarda la gestione di prodotti ad alta tecnologia (linee aeree con aerei ed elicotteri o altri sistemi complessi) per i quali siano essenziali affidabilità, disponibilità e manutenibilità.
- la logistica di ritorno/logistica inversa (reverse logistics), che è il processo di pianificazione, implementazione e controllo dell'efficienza delle materie prime, dei semilavorati, dei prodotti finiti e dei correlati flussi informativi dal punto di recupero (o consumo), al punto di origine, con lo scopo di riguadagnare valore da prodotti che hanno esaurito il loro ciclo di vita.
- la logistica militare, che è l'ambito in cui storicamente è nato il concetto originale di logistica.

Nell'ambito della gestione d'impresa, quando si parla di logistica si fa riferimento esclusivo alla logistica industriale o, con una dizione più moderna e corretta, alla logistica integrata.
Molte altre suddivisioni derivano, per esempio, dal tipo di prodotto gestito, e.g. logistica nel settore agro-alimentare VS logistica nel settore farmaceutico.

## Logistica urbana
La logistica urbana è un settore in continua evoluzione, focalizzato sull'ottimizzazione della distribuzione di merci e servizi all'interno delle aree urbane. Nonostante costituisca una frazione minore del volume totale del trasporto merci, è sorprendentemente responsabile di una quota considerevole di emissioni di CO2 e altri impatti ambientali nelle città. Al fine di mitigare questi effetti, sono state introdotte diverse innovazioni tecnologiche, come l'uso di veicoli elettrici e biciclette cargo per le consegne dell'ultimo miglio. Inoltre, piattaforme digitali stanno emergendo per la gestione dinamica degli spazi di carico e scarico, utilizzando applicazioni mobile e tecnologie Bluetooth per un controllo più agile e preciso. L'implementazione di soluzioni di cloud computing e l'adozione di modelli basati su Software as a Service (SaaS) stanno ulteriormente semplificando la gestione e il monitoraggio della logistica urbana. Questi avanzamenti tecnologici sono fondamentali nell'ambito dei Piani Urbani della Mobilità Sostenibile (PUMS), che puntano a creare un ecosistema di mobilità più sostenibile, efficiente e accessibile. Pertanto, la logistica urbana rappresenta un elemento cruciale per le città del futuro, mirando a ridurre la congestione e migliorare la qualità della vita attraverso soluzioni più sostenibili e intelligenti.